# Riječani Donji
Riječani Donji (szerbül: Ријечани Доњи, 1955-ig Riječani Hrvatski), település Bosznia-Hercegovinában, Modriča községben, a Szerb Köztársaság északi régiójában. 

## Fekvése
A település Bosznia-Hercegovina északi részén, Dobojtól légvonalban 26, közúton 53 km-re északkeletre, községközpontjától légvonalban 3, közúton 5 km-re délnyugatra, a Trebava-hegység területén, a Riečanka (más néven Dusa) patak völgyében és a környező hegyeken, 124-310 méteres magasságban fekszik.

## Népessége
| Nemzetiségi csoport | Népesség 1991 | Népesség 2013 |
| ------------------- | ------------- | ------------- |
| Szerb               | 17            | 12            |
| Bosnyák             | 0             | 0             |
| Horvát              | 806           | 2             |
| Jugoszláv           | 4             | 0             |
| Egyéb               | 8             | 0             |
| Összesen            | 835           | 14            |

## Története
Riječani település 1878-ig tartozott az Oszmán Birodalomhoz. Ekkor a berlini kongresszus határozata alapján az Osztrák-Magyar Monarchia része lett. 1910-ben a Gradačaci járáshoz tartozó Riječani településen 92 háztartást és 498 római katolikus lakost találtak. A monarchia szétesésével 1918-ban előbb a Szerb-Horvát-Szlovén Királyság, majd 1929-től a Jugoszláv Királyság része lett.  1921-ben a Gradačaci járáshoz tartozó Riječani településnek 499 lakosa volt, mind római katolikus. Az 1929-es törvény értelmében, amikor Bosznia-Hercegovinát négy banovinára, Drinskára, Vrbaskára, Zetskára és Primorskára osztották, a település a Vrbaska banovina (Orbászi Bánság) része lett, amelynek székhelye Banja Luka volt. 1939-ben a közigazgatás átszervezésével a Hrvatska banovina (Horvát Bánság) része lett.
A második világháborúban Jugoszlávia megszállása után a Független Horvát Állam (NDH) része lett. A második világháború után 1992-ig a település a szocialta Jugoszlávia keretében a Bosznia-Hercegovinai Népköztársaság része volt. A boszniai háború idején 1992-ben a falu horvát lakosságát elűzték. A boszniai háborút lezáró daytoni békeszerződés rendelkezése alapján az ország területét felosztották a Bosznia-hercegovinai Föderáció és a boszniai Szerb Köztársaság között. A békeszerződés utáni területmegosztási megállapodás értelmében a település a Boszniai Szerb Köztársasághoz került. 

## Nevezetességei
Szent Anna tiszteletére szentelt római katolikus kápolnája. Az 1980-as években itt élt Ana Paradžik helyi lakos földet adományozott a falunak a Szent Anna templom számára. A föld mellett egy nagy, gyönyörű harangot is vásárolt a Szent Anna templom számára. A templomot 1980-ban Donji és Gornji Riječani egyesült katolikus népe saját erejéből és erőfeszítésével építette fel. Mindössze tíz-tizenöt évvel később, Posavina szerb kézre jutása idején a mozgásképtelen Ana a faluban maradt, és azóta nyoma veszett. Azt mondják, nem akarta elhagyni a faluját és a templomát. A templomot és a harangtornyot tornyot először felgyújtották, majd porig rombolták. A 835 lelket számláló falu csaknem eltűnt a föld színéről. Ugyanott a háború után a falu népe egy kisebb kápolnát épített.